# Sinh sản sinh dưỡng

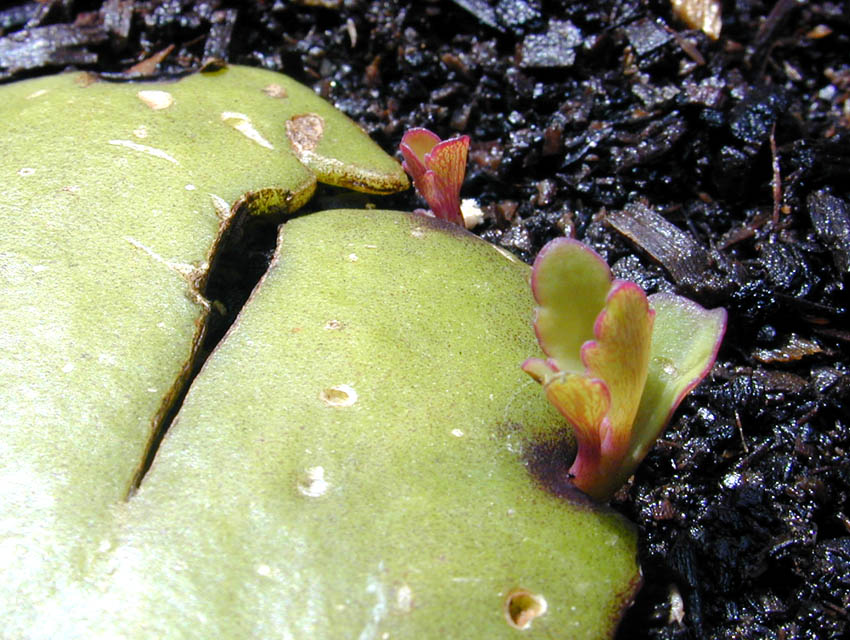
Cây thuốc bỏng Kalanchoe pinnata đang tạo ra cá thể mới dọc theo mép lá có tiếp xúc với đất ẩm. Cây nhỏ phía trước cao khoảng 1 cm.

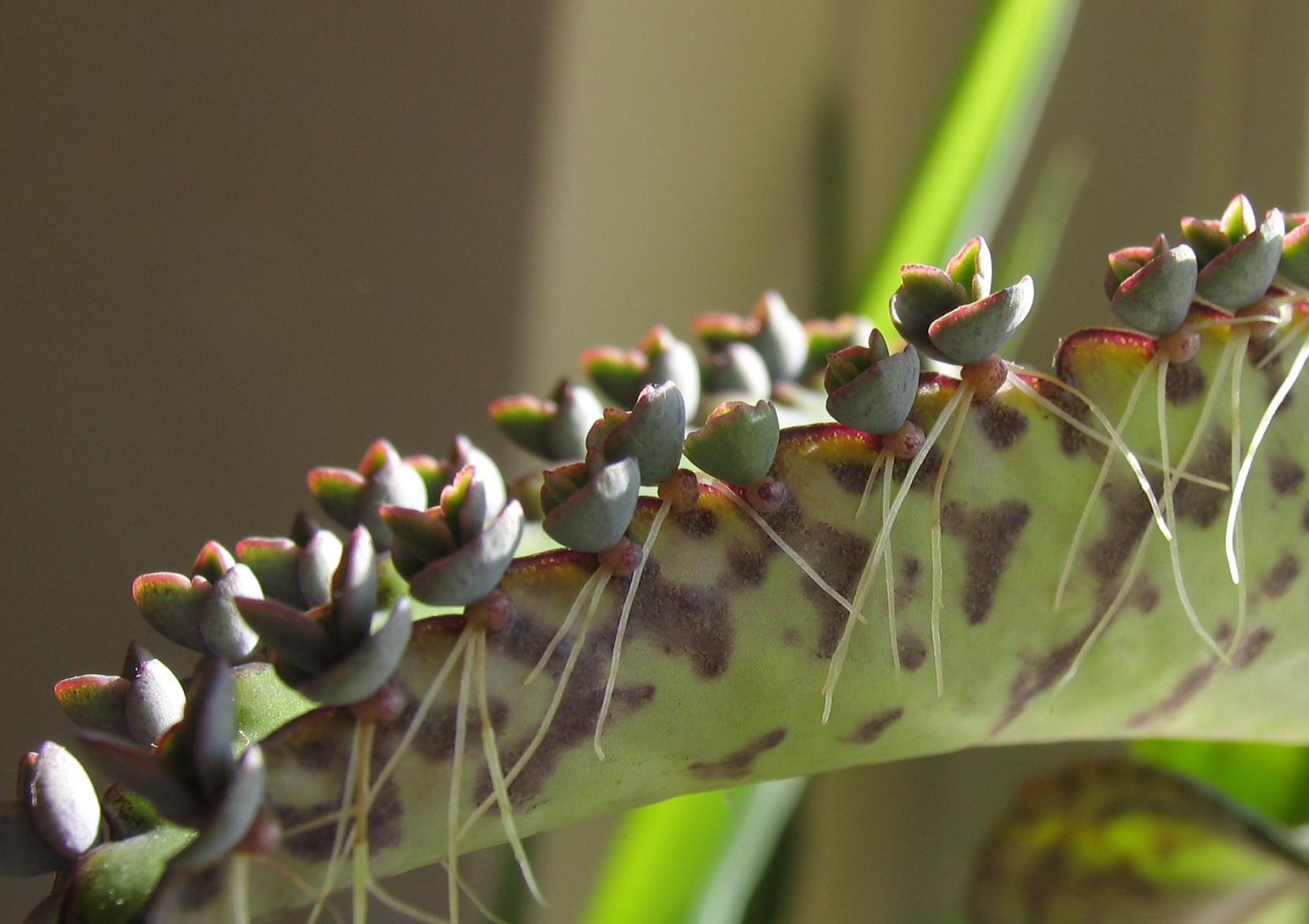
Cây thuốc bỏng Kalanchoe daigremontiana tạo ra cây con lơ lửng trong không khí dọc theo mép lá của nó. Khi chúng đủ trưởng thành, chúng sẽ rụng và cắm rễ vào loại đất thích hợp bên dưới.

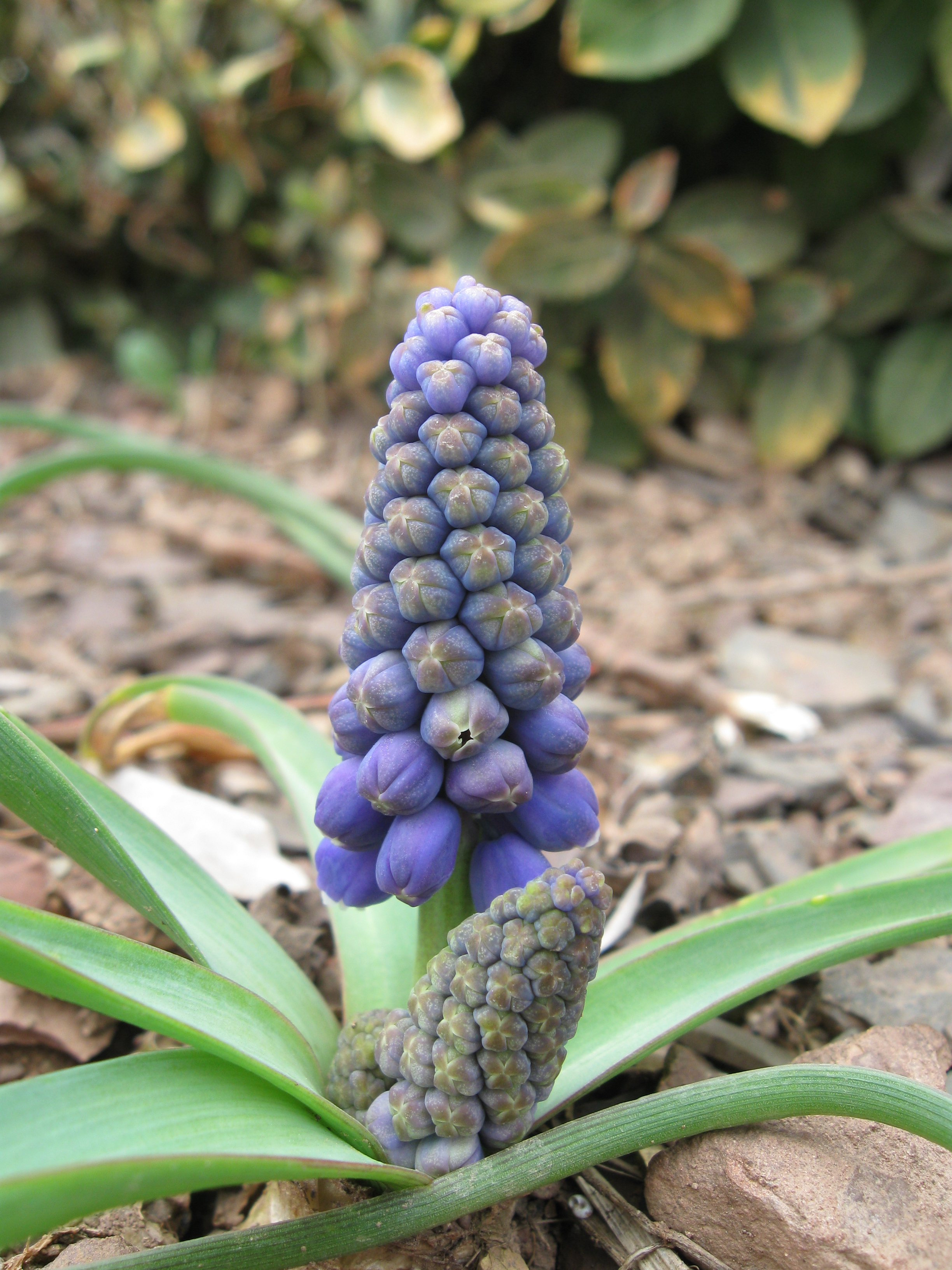
Một củ Muscari đã sinh sản sinh dưỡng dưới đất để tạo thành hai củ, mỗi củ tạo ra một cành hoa.

Sinh sản sinh dưỡng (còn được gọi là nhân bản vô tính) là một hình thức sinh sản vô tính ở thực vật trong đó một cây mới phát triển từ cơ quan sinh dưỡng của cây mẹ hoặc các cấu trúc sinh sản chuyên biệt gọi là chồi mầm sinh dưỡng (vegetative propagules).
Nhiều loài thực vật sinh sản tự nhiên theo cách này, nhưng phương pháp sinh sản này cũng có thể được thực hiện nhân tạo. Những người trồng trọt đã phát triển các kỹ thuật nhân giống vô tính sử dụng các mầm sinh dưỡng để tạo ra cây trồng mới. Tỷ lệ thành công và độ khó của việc nhân giống rất khác nhau. Cây một lá mầm thường thiếu tầng sinh mạch, khiến chúng khó nhân giống hơn.

## Đặc điểm
Sinh sản ở thực vật là quá trình có thể là hữu tính hoặc vô tính. Trong phương diện vô tính, sinh sản có thể xảy ra thông qua các bộ phận sinh dưỡng của cây, chẳng hạn như lá, thân và rễ để tạo ra cây mới hoặc thông qua sự phát triển từ các bộ phận sinh dưỡng chuyên biệt của cây.
Mặc dù nhiều loài thực vật có khả năng sinh sản sinh dưỡng, chúng hiếm khi chỉ sử dụng một phương pháp đó để sinh sản. Sinh sản sinh dưỡng không có lợi thế tiến hóa vì làm giảm đa dạng di truyền và có thể khiến thực vật tích lũy các đột biến có hại. Sinh sản sinh dưỡng có lợi vì nó cho phép thực vật sinh ra nhiều con cái trên một đơn vị tài nguyên hơn là sinh sản hữu tính. Nói chung, cây non của cây dễ nhân giống sinh dưỡng hơn.
Mặc dù hầu hết các loài thực vật thường sinh sản hữu tính, nhưng nhiều loài có thể sinh sản sinh dưỡng hoặc có thể được kích thích để làm như vậy thông qua các phương pháp điều khiển hormone. Điều này dựa trên mô phân sinh có khả năng biệt hóa tế bào có trong nhiều mô thực vật.
Sinh sản sinh dưỡng thường được coi là một phương pháp nhân bản vô tính. Tuy nhiên, cành giâm của quả mâm xôi không gai (Rubus fruticosus) sẽ mọc gai trở lại vì chồi bất định phát triển từ một tế bào có gai di truyền. Mâm xôi đen không gai là một loài hợp thể khảm hay chimera, với các lớp biểu bì không có gai về mặt di truyền nhưng các mô bên dưới có gai về mặt di truyền.
Ghép cành không phải là phương pháp nhân bản vô tính hoàn toàn vì có sử dụng gốc ghép từ cây khác. Trong trường hợp đó, chỉ có ngọn của cành ghép là nhân bản vô tính. Ở một số loại cây trồng, đặc biệt là táo, gốc ghép được nhân giống vô tính nên toàn bộ cây ghép có thể là dòng vô tính nếu cả cành ghép và gốc ghép đều là dòng vô tính. Sinh sản vô giao (apomixis), bao gồm cả sinh sản không bào tử (apospory) và sinh sản bằng bào tử lưỡng bội (diplospory) là một kiểu sinh sản không thụ tinh. Ở thực vật có hoa, hạt không thụ tinh hoặc cây con được tạo ra thay cho hoa. Chi Hieracium, chi Địa đinh Taraxacum, một số cây trong chi Cam chanh Citrus và nhiều loại cỏ như cỏ xanh Kentucky Poa pratensis đều sử dụng hình thức sinh sản vô tính này. Thân hành đôi khi được sử dụng để hình thành cây mới thay vì hoa ở loài tỏi.

## Cơ chế
Mô phân sinh là cơ sở của quá trình sinh sản vô tính. Nó thường được tìm thấy trong thân, đặc biệt là chồi, lá và rễ, gồm các tế bào chưa biệt hóa có khả năng phân chia liên tục cho phép thực vật phát triển và tạo ra các hệ thống mô thực vật. Khả năng phân chia liên tục của mô phân sinh cho phép xảy ra quá trình sinh sản sinh dưỡng.
Một khả năng quan trọng khác cho phép sinh sản sinh dưỡng là khả năng phát triển rễ bất định từ các bộ phận sinh dưỡng khác của cây như thân hoặc lá. Những rễ này tạo điều kiện cho cây mới phát triển từ các bộ phận khác của cây.

## Ưu điểm và nhược điểm

### Ưu điểm
Lợi thế chủ yếu của sinh sản sinh dưỡng là con cái được tạo ra là bản sao của cây mẹ của chúng. Nếu một cây có những đặc điểm thuận lợi, nó có thể tiếp tục truyền lại thông tin di truyền có lợi cho thế hệ con. Việc nhân bản một loại cây nhất định có thể mang lại lợi ích kinh tế cho nông dân để đảm bảo tính nhất quán về chất lượng nông sản trong suốt vụ mùa của họ. Nhân giống sinh dưỡng cũng cho phép thực vật tránh được quá trình hình thành các cơ quan sinh sản hữu tính tốn năng lượng và phức tạp như hoa, quả và hạt. Vì việc phát triển một giống cây trồng ưu tú là vô cùng khó khăn, nên khi nông dân phát triển được các đặc điểm mong muốn ở hoa huệ, họ sẽ sử dụng phương pháp ghép cành và nảy chồi để đảm bảo tính nhất quán của giống mới và sản xuất thành công ở cấp độ thương mại. Tuy nhiên, như có thể thấy ở nhiều loài thực vật biến đổi khảm (variegation), điều này không phải lúc nào cũng đúng, bởi vì nhiều loài thực sự là thể khảm và các cành giâm có thể phản ánh các thuộc tính của chỉ một hoặc một số dòng tế bào gốc. Sinh sản sinh dưỡng cũng cho phép thực vật vượt qua giai đoạn cây con và đạt đến giai đoạn trưởng thành nhanh hơn. Trong tự nhiên, điều đó làm tăng cơ hội để cây phát triển thành công và về mặt thương mại nó giúp nông dân tiết kiệm rất nhiều thời gian và tiền bạc vì giảm thời gian canh tác.
Sinh sản sinh dưỡng mang lại lợi thế nghiên cứu trong một số lĩnh vực sinh học và có ứng dụng thực tế khi trồng rừng. Việc sử dụng sinh sản sinh dưỡng phổ biến nhất của các nhà di truyền học lâm nghiệp và các nhà nhân giống cây là chuyển gen từ các cây được chọn đến một số vị trí thuận tiện, thường được chỉ định là ngân hàng gen, vườn nhân bản hoặc vườn ươm hạt nơi hệ gen của chúng có thể được giảm phân tạo ra giống thuần chủng.
Một số phân tích cho rằng sinh sản sinh dưỡng là một đặc điểm khiến một loài thực vật có khả năng xâm lấn. Vì sinh sản sinh dưỡng thường nhanh hơn sinh sản hữu tính nên nó "nhanh chóng làm tăng số lượng cá thể và tăng khả năng phục hồi", chẳng hạn như sau hỏa hoạn và lũ lụt.

### Bất lợi
Nhược điểm lớn của sinh sản sinh dưỡng là nó ngăn cản đa dạng di truyền của loài có thể dẫn đến giảm hoa lợi. Các cá thể sinh sản sinh dưỡng giống hệt nhau về mặt di truyền và do đó tất cả đều dễ bị nhiễm virus, vi khuẩn và nấm gây bệnh hàng loạt.

## Các phương thức sinh sản sinh dưỡng

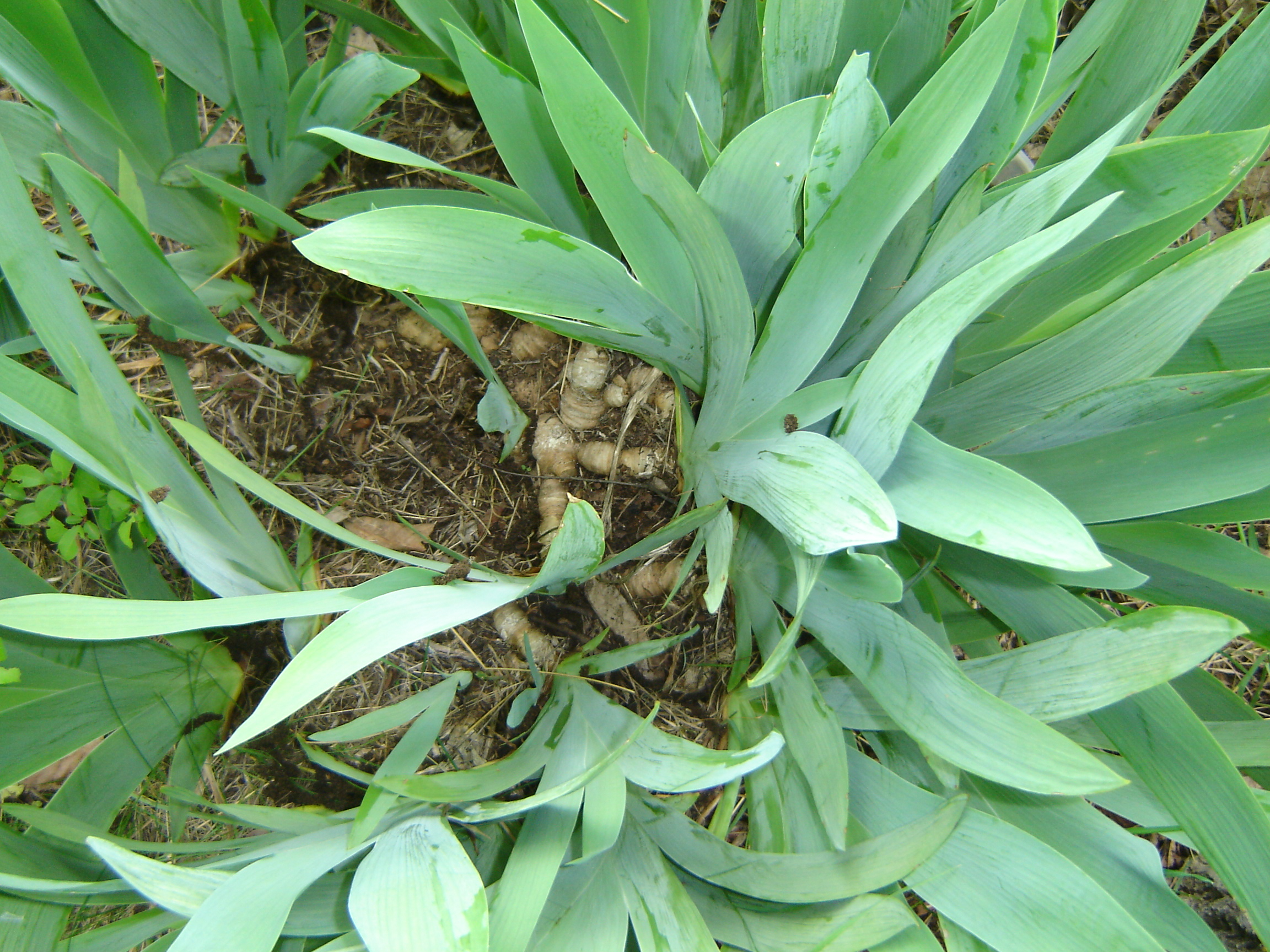
Tập đoàn vô tính ở loài Iris germanica, loài này sinh sản sinh dưỡng bằng thân rễ

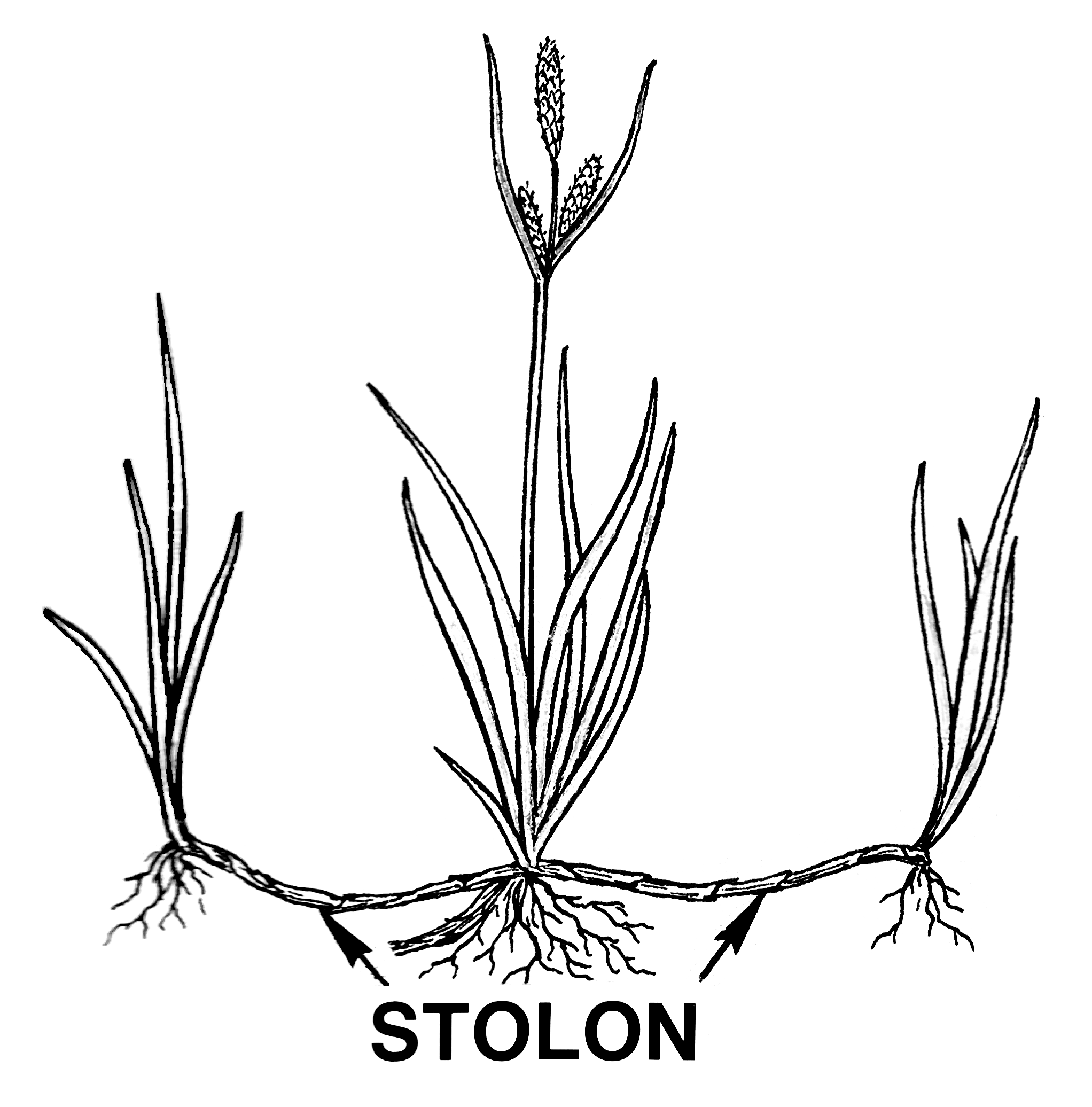
Sơ đồ của thân bồ

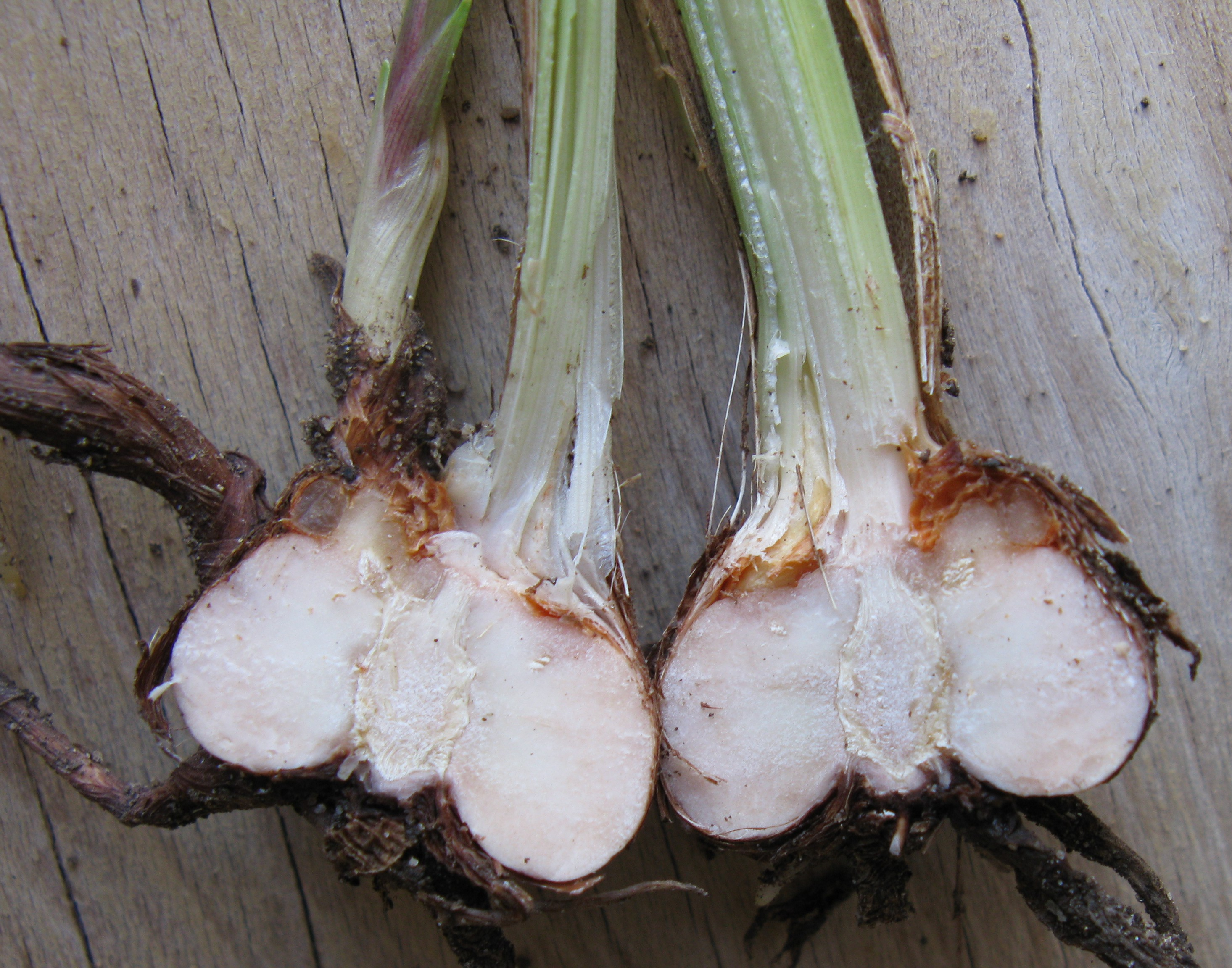
Cắt dọc giả thân hành ở chi Crocosmia cho thấy vỏ ngoài, mô dự trữ và giả thân hành ở trung tâm.

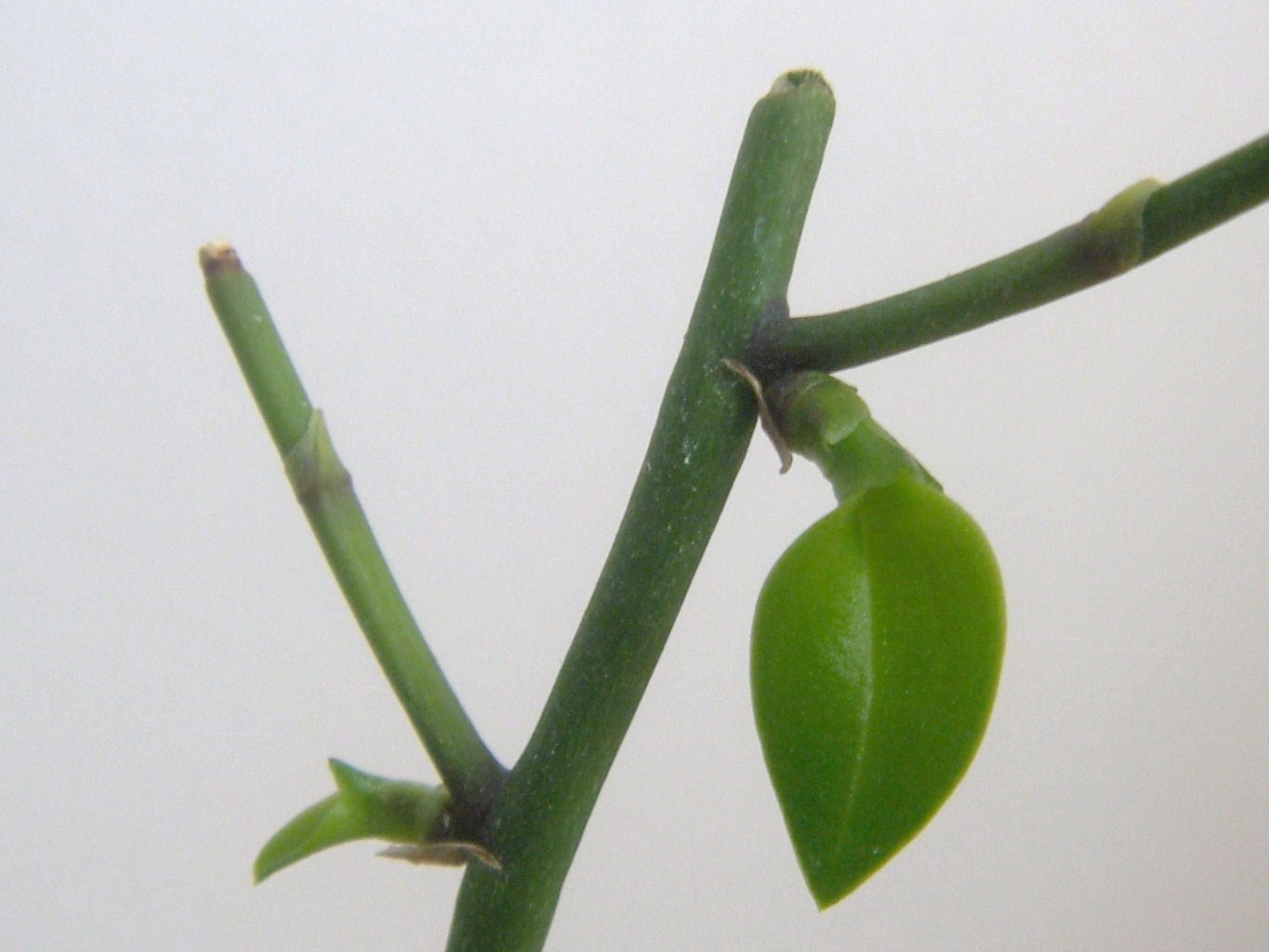
Kie ở loài Phalaenopsis equestris

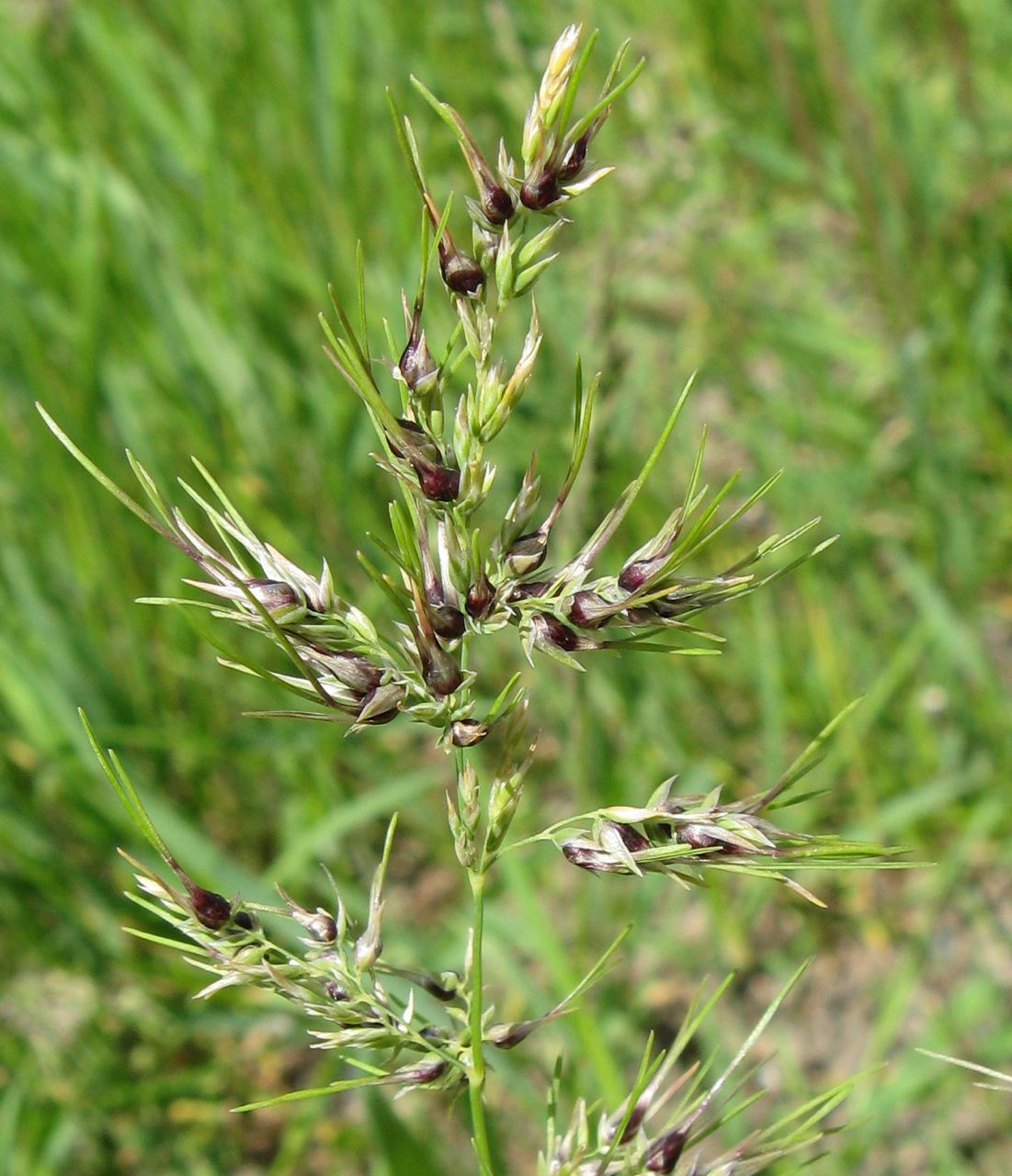
Sinh sản vô giao ở loài Poa bulbosa; hành con (màu nâu) xuất hiện thay cho hoa

### Sinh sản sinh dưỡng tự nhiên
Sinh sản sinh dưỡng tự nhiên là một quá trình được ghi nhận ở cây thân thảo và cây thân gỗ lâu năm, thường liên quan đến sự biến đổi cấu trúc của thân, mặc dù bất kỳ cơ quan sinh dưỡng của cây (dù là thân, lá hay rễ) đều có thể sinh sản sinh dưỡng. Hầu hết các loài thực vật sống sót và phát triển đáng kể nhờ sinh sản sinh dưỡng sẽ là cây lâu năm vì các cơ quan sinh sản chuyên biệt như hạt của cây hàng năm chỉ giúp cây tồn tại trong điều kiện khắc nghiệt theo mùa. Một loài thực vật tồn tại ở một địa điểm thông qua sinh sản sinh dưỡng của các cá thể trong một thời gian dài sẽ tạo thành một tập đoàn vô tính (clonal colony).
Theo một cách hiểu khác, sinh sản sinh dưỡng không phải là quá trình sinh sản mà là quá trình tồn tại và mở rộng sinh khối của cá thể. Khi một sinh vật riêng lẻ tăng sinh khối thông qua nguyên phân và vẫn là 1 cá thể thì quá trình này được gọi là "tăng trưởng sinh dưỡng". Tuy nhiên, trong sinh sản sinh dưỡng, cá thể mới sẽ có đặc điểm mới ở hầu hết mọi khía cạnh ngoại trừ di truyền. Điều đáng quan tâm là dù cá thể mới giữ nguyên hệ gen của cây mẹ nhưng làm thế nào mà sinh sản sinh dưỡng có thể đặt lại (reset) quá trình lão hóa thực vật ở cây con.
Như đã đề cập phía trên, thực vật sinh sản sinh dưỡng cả nhân tạo và tự nhiên. Các phương pháp sinh sản sinh dưỡng tự nhiên phổ biến nhất thường phát triển một cây mới từ các cấu trúc chuyên biệt của một cây trưởng thành. Ngoài rễ bất định, rễ phát sinh từ các cấu trúc thực vật không phải là rễ, chẳng hạn như thân hoặc lá, thân biến dạng đóng một vai trò quan trọng trong khả năng nhân giống tự nhiên của thực vật. Các loại thân, lá và rễ biến dạng phổ biến trong sinh sản sinh dưỡng là:

#### Thân bồ
Thân bồ (runners, stolons) là những thân đã biến đổi, không giống như thân rễ. Chúng mọc từ thân hiện có ngay dưới mặt đất. Khi chúng phát triển, chồi trên thân cây biến đổi sẽ tạo ra rễ và thân mới nhưng vẫn liên hệ với cây mẹ. Những chồi đó tách biệt hơn những chồi tìm thấy trên thân rễ.
Các loại cây sử dụng thân bồ là dâu tây và Chi Lý chua.

#### Thân hành
Thân hành là phần phồng lên của thân cây, trong đó có chồi trung tâm của cây mới. Chúng thường ở dưới lòng đất và được bao quanh bởi nhiều lớp lá biến dạng đầy đặn cung cấp chất dinh dưỡng cho cây mới.
Thân hành xuất hiện nhiều ở các cây hành tím, loa kèn và tulip.

#### Củ
Củ phát triển từ thân hoặc rễ. Thân củ phát triển từ thân rễ hoặc thân phình ra do dự trữ chất dinh dưỡng, rễ củ do rễ biến dạng để dự trữ chất dinh dưỡng, đôi khi trở nên quá lớn và có thể tạo ra cây mới.
Thân củ xuất hiện ở khoai tây và su hào, còn rễ củ có ở khoai lang và thược dược.

#### Giả thân hành
Giả thân hành là những thân ngầm to, chắc chắn, chứa chất dinh dưỡng trong mô của chúng và được bao quanh bởi những chiếc lá mỏng. Giả thân hành khác với thân hành ở chỗ trung tâm của giả thân hành bao gồm các mô rắn trong khi trung tâm của thân hành có lá biến dạng xếp lớp.
Lay ơn và khoai môn là các loài có giả thân hành.

#### Chồi gốc
Chồi gốc là thân cây phát sinh trên gốc thân hoặc rễ của cây mẹ.
Táo tây, du và chuối thường xuất hiện chồi gốc.

#### Cây con
Cây con là những cấu trúc nhỏ phát sinh từ mô phân sinh ở mép lá, cuối cùng sẽ phát triển rễ và tách khỏi chiếc lá mà chúng mọc trên đó.
Chi Kalanchoe thường sử dụng cây con để sinh sản sinh dưỡng, tiêu biểu là loài Kalanchoe daigremontiana.

#### Kie
Kie là mầm con được phát triển từ những mắt ngủ nằm trên thân thực vật hoặc cuống hoa của một số loài họ Lan, đặc biệt là chi Dendrobium, Epidendrum và Phalaenopsis.

#### Sinh sản vô giao
Sinh sản vô giao là quá trình sinh sản vô tính thông qua hạt, trong trường hợp không giảm phân và thụ tinh, tạo ra thế hệ con vô tính có nguồn gốc từ mẹ.

### Sinh sản sinh dưỡng nhân tạo

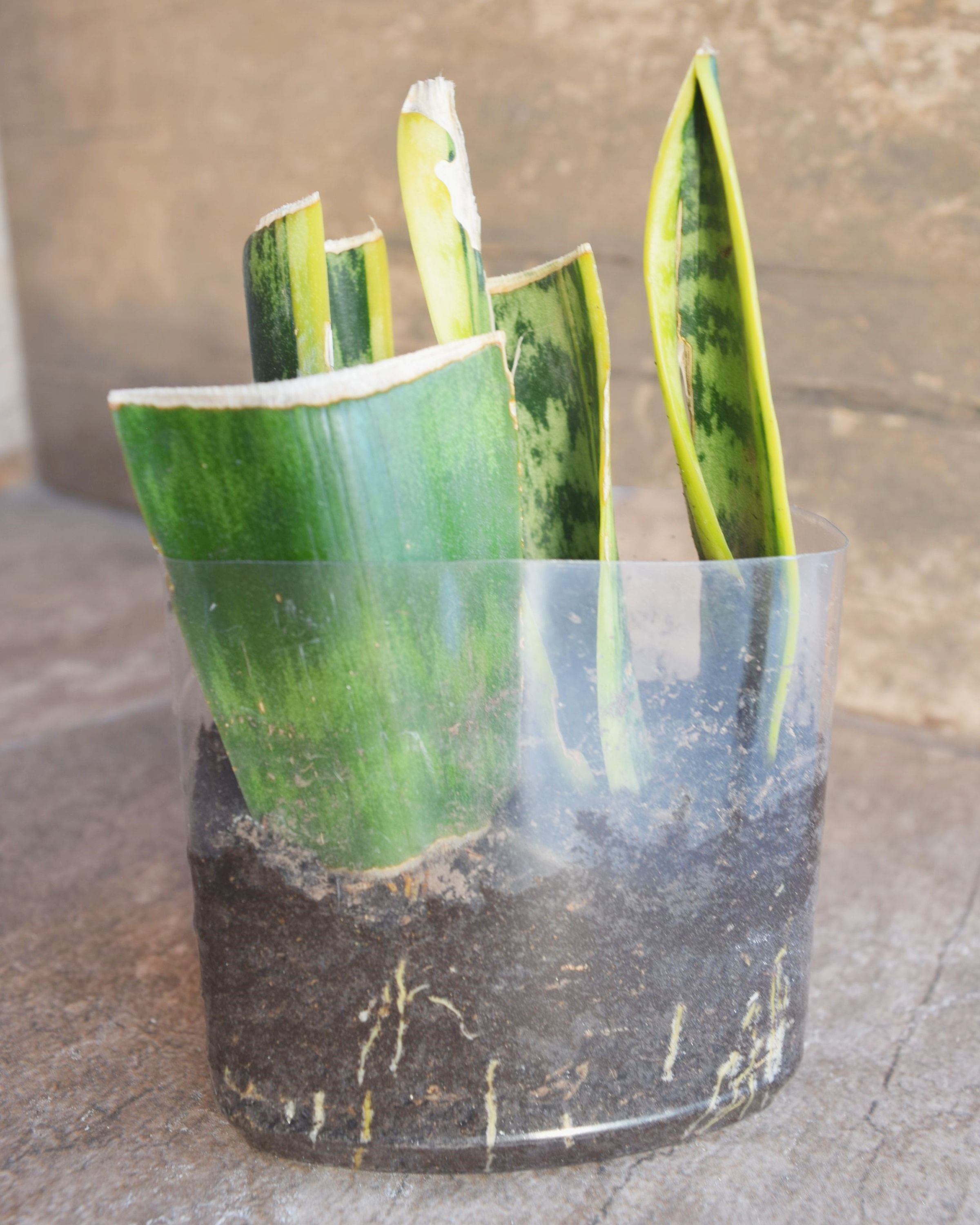
Giâm cành ở loài Lưỡi hổ Sansevieria trifasciata bằng cành hình lá

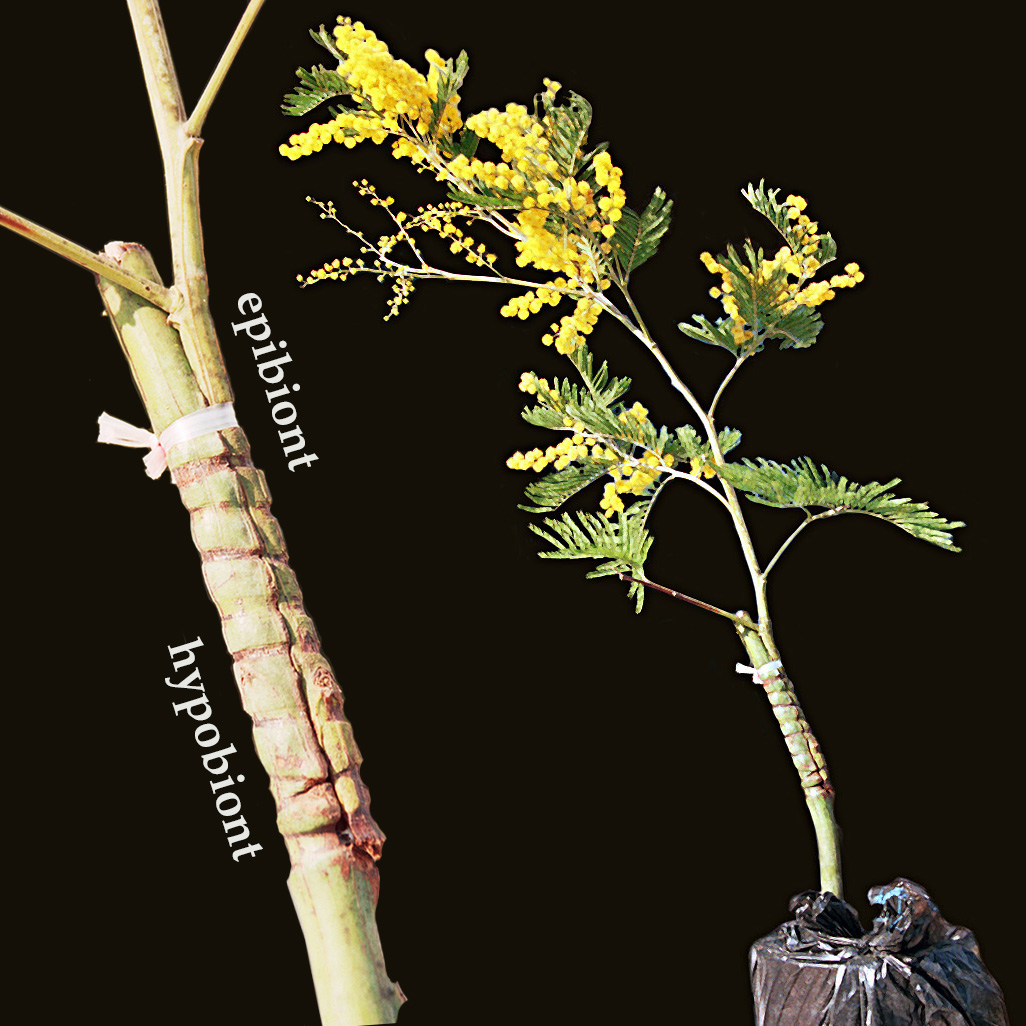
Ghép cành bằng cách áp sát cành ghép và gốc ghép

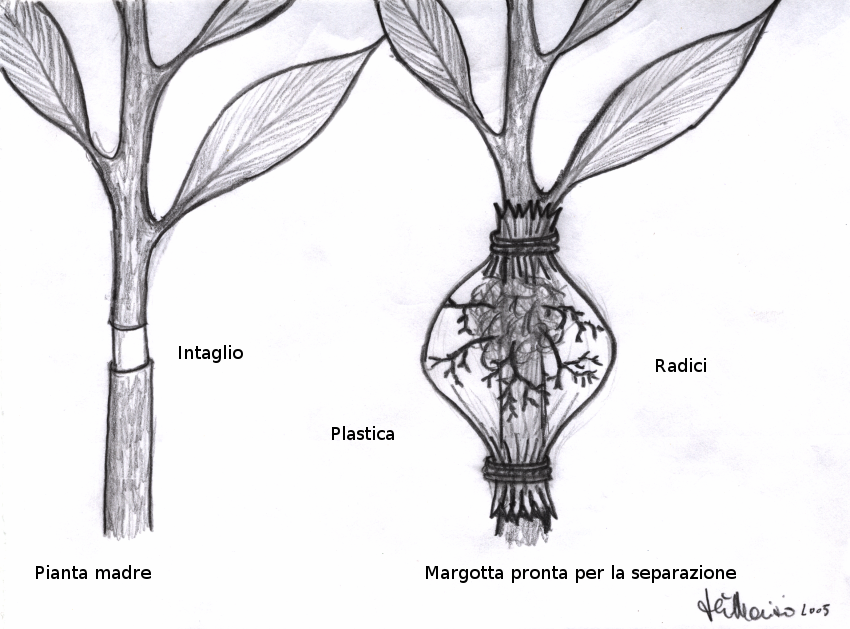
Sơ đồ quá trình chiết cành không khí

Sinh sản sinh dưỡng các giống cụ thể có các đặc tính mong muốn là rất phổ biến. Nông dân và những người trồng trọt dùng cách này để tạo ra những cây trồng tốt với những phẩm chất mong muốn giống như cây mẹ. Các phương pháp sinh sản sinh dưỡng nhân tạo phổ biến nhất là:

#### Giâm cành
Giâm cành là dùng một phần của cây, thường là thân, cắt ra và đem trồng xuống đất. Rễ bất định và chồi sẽ mọc ra từ cành giâm và một cây mới sẽ phát triển. Thông thường những cành giâm này được xử lý bằng hormone trước khi được trồng để kích thích tăng trưởng.
Giâm cành thường dùng trồng cây khoai mỳ, mía, tre...

#### Ghép cành
Ghép cành là gắn một cành ghép, hoặc một vết cắt (mắt ghép) mong muốn vào thân của một loại cây khác được gọi là gốc ghép (gốc ghép vẫn sống bình thường trong đất). Hai hệ thống mô của cành ghép/mắt ghép và gốc ghép sẽ kết nối với nhau tạo thành một cơ thể. Ghép cành tạo ra một loại cây có các đặc tính của cả cành ghép và gốc ghép.
Các cây ăn quả thường được ghép cành để bảo toàn đặc tính tốt của cành ghép hoặc tạo ra cây cảnh, ví dụ như xoài, bưởi, cam, phật thủ, hoa giấy,...

#### Chiết cành
Chiết cành là một quá trình bao gồm việc cạo bỏ lớp vỏ ngoài của cành cần chiết (không cắt vào tầng sinh mạch), uốn cong cành cây sao cho vết cắt chạm đất và được bao phủ bởi đất hoặc bọc phần vết cắt trong bầu đất (chiết cành không khí). Rễ bất định phát triển từ vỏ cây ngay trên vết cắt được bọc đất ẩm và lúc này cành chiết được cắt rời khỏi thân cây mẹ để trồng riêng.

#### Chồi gốc
Chồi gốc phát triển và tạo thành một thảm thực vật nhỏ dày đặc ở gốc cây mẹ. Quá nhiều chồi non có thể hạn chế kích thước cây mẹ, vì vậy những chồi thừa sẽ bị cắt tỉa và những chồi trưởng thành được giâm vào một khu vực khác để chúng phát triển thành cây mới. Như vậy sinh sản nhân tạo bằng chồi gốc thực ra là một dạng của giâm cành.

#### Nuôi cấy mô thực vật
Trong nuôi cấy mô, các tế bào thực vật được lấy từ các bộ phận khác nhau của cây (thường là chồi đỉnh) và được nuôi cấy trong môi trường vô trùng. Khối mô phát triển thành mô sẹo, sau đó được nuôi cấy trong môi trường chứa các loại hormone với tỷ lệ phù hợp và cuối cùng phát triển thành cây con. Cây con sau đó được trồng và phát triển thành cây trưởng thành.